# NGC 5120
NGC 5120 је група звезда у сазвежђу Кентаур која се налази на NGC листи објеката дубоког неба.
Деклинација објекта је - 63° 27' 29" а ректасцензија 13h 25m 40,3s. Привидна величина (магнитуда) објекта NGC 5120 износи 13,0 а фотографска магнитуда 13,0. NGC 5120 је још познат и под ознакама OCL 899, ESO 96-SC11, Ruprecht 166.